# Competitive Cyclist Racing Team
Das Competitive Cyclist Racing Team ist ein ehemaliges US-amerikanisches Radsportteam mit Sitz in Dahlonega.
Die Mannschaft wurde 2011 durch die Betreibergesellschaft On the rivet Management unter dem Namen RealCyclist.com Cycling Team gegründet. Sie ging aus dem Team Bahati Foundation hervor, nachdem On the rivet Management dieses Team in der zweiten Hälfte der Saison 2010 übernahm. Nachdem On the rivet Management den Betreiber des Teams Kenda-5-Hour Energy Cycling Team übernommen hatte, wurde das Team zum Ablauf der Saison 2012 geschlossen.
Das Team nahm als Continental Team an den UCI Continental Circuits teil. Manager war Ashley Travieso, der von dem Sportlichen Leiter Gordon Fraser unterstützt wurde.

## Saison 2012

### Erfolge in der UCI America Tour
Bei den Rennen der UCI America Tour im Jahr 2012 gelangen dem Team nachstehende Erfolge.
| Datum       | Rennen                     | Kat. | Fahrer            |
| ----------- | -------------------------- | ---- | ----------------- |
| 21. Februar | 1. Etappe Rutas de América | 2.2  | Michael Olheiser  |
| 20. März    | 3. Etappe Vuelta Mexico    | 2.2  | Thomas Rabou      |
| 15. April   | Tour of the Battenkill     | 1.2  | Francisco Mancebo |
| 12. Juni    | 1. Etappe Tour de Beauce   | 2.2  | Francisco Mancebo |

### Abgänge – Zugänge
| Zugänge          | Team 2011                    | Abgänge           | Team 2012                                      |
| ---------------- | ---------------------------- | ----------------- | ---------------------------------------------- |
| Chad Beyer       | BMC Racing Team              | Joshua Berry      | Chipotle-First Solar Development Team          |
| Max Jenkins      | UnitedHealthcare Pro Cycling | Evan Hyde         | Chipotle-First Solar Development Team          |
| David Williams   | Bissell Cycling              | Michael Midlarsky | Chipotle-First Solar Development Team          |
| Taylor Sheldon   | V Australia                  | Yosvany Falcón    | Wonderful Pistachios Cycling                   |
| Phil Grenfell    | Neoprofi                     | Frank Travieso    | Team Coco’s                                    |
| Nate King        | Neoprofi                     | Oscar Clark       | Team United Healthcare Georgia/The 706 Project |
| Michael Olheiser | Neoprofi                     | Matthew Crane     | Unbekannt                                      |

### Mannschaft
| Name              | Geburtstag        | Nationalität       | Team 2013                               |
| ----------------- | ----------------- | ------------------ | --------------------------------------- |
| Chad Beyer        | 15. August 1986   | Vereinigte Staaten | Champion System                         |
| Ian Burnett       | 9. Dezember 1986  | Vereinigte Staaten | Jelly Belly-Kenda                       |
| César Grajales    | 6. Mai 1973       | Kolumbien          | Predator Carbon Repair Cycling Team     |
| Phil Grenfell     | 7. April 1989     | Australien         |                                         |
| Cole House        | 5. Februar 1988   | Vereinigte Staaten | Cash Call Mortgage                      |
| Max Jenkins       | 5. Dezember 1986  | Vereinigte Staaten | 5 Hour Energy                           |
| Nate King         | 3. September 1987 | Vereinigte Staaten |                                         |
| Francisco Mancebo | 9. März 1976      | Spanien            | 5 Hour Energy                           |
| Tommy Nankervis   | 21. Januar 1983   | Australien         | Bissell Cycling                         |
| Michael Olheiser  | 23. Januar 1975   | Vereinigte Staaten | Cash Call Mortgage                      |
| Thomas Rabou      | 12. Dezember 1983 | Niederlande        | OCBC Singapore Continental Cycling Team |
| Taylor Sheldon    | 31. März 1987     | Vereinigte Staaten | 5 Hour Energy                           |
| David Williams    | 19. Juni 1988     | Vereinigte Staaten | 5 Hour Energy                           |

## Platzierungen in UCI-Ranglisten
UCI America Tour
| Saison | Mannschaftswertung | Fahrerwertung           |
| ------ | ------------------ | ----------------------- |
| 2011   | 12.                | Francisco Mancebo (20.) |
| 2012   | 13.                | Francisco Mancebo (11.) |